# Bikini Beach
Bikini Beach è un film del 1964 diretto da William Asher. Il film è conosciuto in Italia anche con il titolo Sexy building.
È una commedia statunitense a sfondo musicale e romantico con Frankie Avalon, Annette Funicello e Martha Hyer.

## Produzione
Il film, diretto da William Asher su una sceneggiatura dello stesso Asher e di Leo Townsend e Robert A. Dillon, fu prodotto da Samuel Z. Arkoff e James H. Nicholson per la American International Pictures e girato con un budget stimato in 600.000 dollari.

## Colonna sonora
- Bikini Beach - di Guy Hemric e Jerry Styner
- Love's a Secret Weapon - di Guy Hemric e Jerry Styner, eseguita da Donna Loren
- Gimme Your Love, Yeah Yeah Yeah - di Guy Hemric e Jerry Styner, eseguita da Frankie Avalon
- How About That - di Guy Hemric, Jerry Styner, eseguita da The Pyramids e Frankie Avalon
- Because You're You - di Guy Hemric, Jerry Styner, eseguita da Frankie Avalon e Annette Funicello
- This Time It's Love - di Guy Hemric e Jerry Styner, eseguita da Annette Funicello
- Happy Feelin' Dance and Shout - di Guy Hemric e Jerry Styner, eseguita da Stevie Wonder
- Bikini Drag - di Gary Usher e Roger Christian
- Record Run - di Gary Usher e Roger Christian, eseguita da The Pyramids
- Gotcha Where I Wantcha - di Jack Merrill e Red Gilson, eseguita da The Exciters Band

## Distribuzione
Il film fu distribuito negli Stati Uniti dal 22 luglio 1964 (première a Chicago il 22 luglio 1964) al cinema dalla American International Pictures.
Altre distribuzioni:
- in Italia (Bikini Beach e Sexy building)
- nel Regno Unito il 25 luglio 1965
- in Turchia il 12 febbraio 1966
- in Germania Ovest (Bikini Beach)
- in Germania il 31 luglio 2002 (in TV)
- in Brasile (A Praia dos Biquínis)
- in Grecia (Epiheirisis rally sex)

## Critica
Secondo il Morandini il film è una "goliardia in costume da bagno e a tutto gas" caratterizzato da un "reiterato sfoggio di surf, amorazzi estivi e motivi rock".

## Promozione
Le tagline sono:
- "It's where every torso is more so, and bare-as-you-dare is the rule!".
- "It's where the girls are BARE-ing... the guys are DAR-ing and the surf's RARE-ing to GO-GO-GO".